# Avenue Pasteur (Vanves)
Pour les articles homonymes, voir Avenue Pasteur.
L'avenue Pasteur est une voie publique de la commune de Vanves, dans le département français des Hauts-de-Seine,.

## Situation et accès

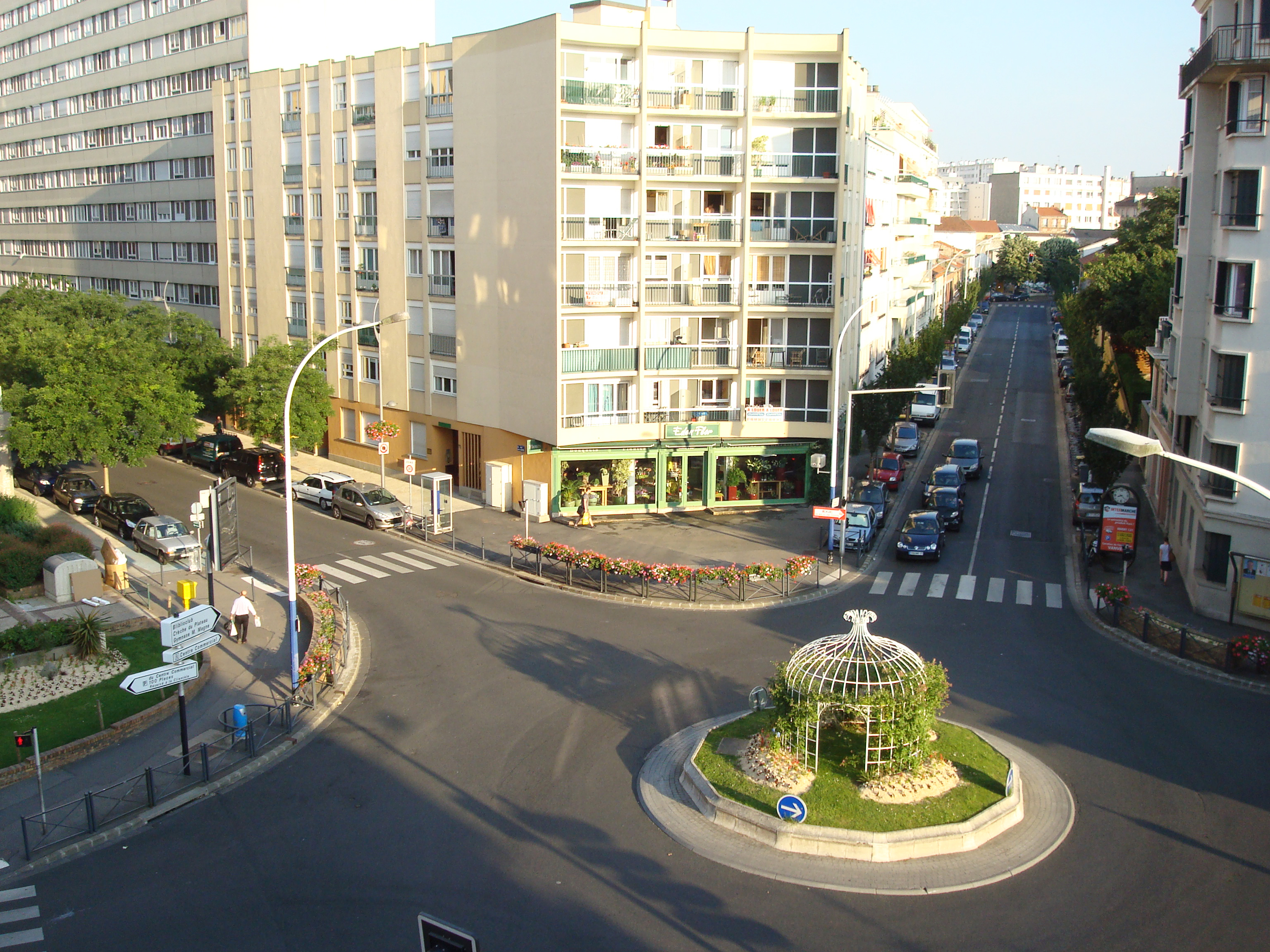
Carrefour Albert-Legris.

Commençant à la limite de Paris, l'avenue Pasteur, orientée nord-sud, passe le carrefour Albert-Legris, où se rencontrent l'avenue Victor-Hugo et la rue Jean-Jaurès. Elle se termine rue Sadi-Carnot, dans l'axe de l'avenue Marcel-Martinie qui traverse le cimetière de Vanves.
Elle est desservie par la station de métro Malakoff - Plateau de Vanves sur la ligne 13 du métro de Paris.

## Origine du nom
Cette avenue tient son nom de Louis Pasteur, scientifique français, chimiste et physicien inventeur de la vaccination contre la rage et les maladies charbonneuses.

## Historique
En 1925, le segment au nord de cette avenue a été rattaché à Paris, pour former la partie de l'avenue de la Porte-de-la-Plaine entre l'avenue Albert-Bartholomé et la place des Insurgés-de-Varsovie.
Cette partie a elle-même été raccourcie lors de la création du boulevard périphérique.
Elle fait partie de la série photographique de 1971, 6 mètres avant Paris.

## Bâtiments remarquables et lieux de mémoire
- Église russe de Vanves, consacrée en 1993 par Mgr Goury Chalimov, évêque du Patriarcat de Moscou.
- Service du film de recherche scientifique, département du Centre de ressources et d’information sur les multimédias pour l’enseignement supérieur[6].